# 서정민 (언어학자)
서정민(1965년~2010년 5월 25일)은 대한민국의 언어학자이다.

## 학력
- 영암 낭주고등학교
- 성균관대학교 문과대학 중어중문학
- 조선대학교 인문과학대학 언어학
- 조선대학교 인문과학대학 영문학

## 생애
조선대학교에서 2002년 박사를 받은 후 성균관대학교, 조선대학교, 충남대학교, 동신대학교, 대불대학교, 광주대학교, 전남대학교에 출강하면서 강사로 일하였다. 교수 임용을 목표로 여러번 시도했지만, 교수 임용 비리로 인해서 피해를 보았다. 그리고 2010년 논문대필 및 교수 임용 비리에 관한 내용을 담은 유서를 남기고 숨졌다. 서 박사의 사망 사건 이후에 전국적인 대학 사회의 반성과 현재에도 비밀스럽게 행해지는 논문대필 및 교수 임용 비리에 대한 국가적 차원에 감시가 일어났고, 전국 대학 사회에 연구윤리 성장에도 큰 기여를 하였다.

## 유서 내용
◯◯이 엄마!
먼저, 미안하다는 말을 전합니다.
내가 처음이자 마지막으로 사랑한 여자였습니다.
사는 것이 고난의 연속이었기에 언젠가 교수가 되는 그날에 당신에게 모든 걸 용서받고,
빌면서 “이젠 당신과 함께 합시다”라고 말씀 드리고 싶었습니다.
그 뜻을 이루지 못했습니다.
미안해요.
사랑스런 나의 아들 ○○이, 그리고 딸 △△,
깨질까 해서 내 딴엔 가슴에 안고 살았는데
내가 이런 결정을 하다니 못난 남편입니다.
사랑합니다. 유서는 차의 조수석(수첩)에 있습니다.
그리고 하나 알립니다.
조○○ 교수님에 대한 이야기입니다.
저는 스트레스성 자살입니다. 조 교수님을 처벌해 주세요.
산재보험에 적용될 만 합니다.
조 교수님에게 당한 종의 흔적은 내 e-mail에 일부 있고 한국연구재단(탐색) 연구실,유서에 밝힌 내용.비정규직노조(조선대)를 찾아서
투쟁방법을 확인하세요.
그리고 조 교수와 쓴 모든 논문(대략 54권)(조교수 제자 포함)은 제가 쓴 논문으로 이름만 들어갔습니다.
힘드시겠지만 삭제해서 세상에 알리시고 법정투쟁 부탁드립니다.
김동애 교수님! 죄송합니다. 투쟁에 함께 하지도 못했습니다.
어느날 조선대 비정규직노조에서 금전 문제가 이슈가 되어
그래도 그래도 ‘돈’은 우리에 목적이 아니다라고 해서 경찰서에서 조사받았습니다.
저도 당신과 같은 생각입니다.
‘교수와 제자 = 종속관계 = 교수 = 개’의 관계를 세상에 알려 주십시오.
김동애 교수님 존경하고 죄송합니다.
2번 방안)으로 국가인권위원회에 탄원하세요.
3번 방안) 우리 아들은 어느 누구도 건드리지 마세요.
제가 살면서 “너 왜 그러니?”라고 말할 정도로 해본 적이 없습니다.
4번 방안) 이명박 대통령님께 한국 사태는 썩었습니다.
‘교육(敎育)이 백년지대계(百年之大計)’라 하지 않았습니까?
교수 한 마리(자리)가 1억5000만, 3억 원이라군요.
저는 두 번 제의 받았습니다.
대략 2년 전 강진의 성화대학 ‘6000만 원’,
두 달 전 한세대학교 => ‘1억 원’이더군요. -> 썩었습니다.
수사 의뢰합니다.
강사들 그대로 두시면 안됩니다. 21세기형 사회입니다.
동기 부여하십시오.
누구든 교수는 될 수 없습니다.
능력 ××(판독 불가) 해주세요.
복사해서 청와대로 보내주세요.
2010년 5월 25일 화요일 서정민